# Казачек, Иван Степанович
Иван Степанович Казачек (25.05.1907 — 07.06.1964) — командир миномётного отделения 492-го стрелкового полка (199-я стрелковая Смоленская Краснознамённая ордена Суворова дивизия, 121-й стрелковый корпус, 49-я армия, 2-й Белорусский фронт), старший сержант, участник Великой Отечественной войны, кавалер ордена Славы трёх степеней.

## Биография
Родился 25 мая 1907 года в селе Красная Долина Землянского уезда Воронежской губернии, ныне в составе Касторненского района Курской области. Из семьи крестьянина. Русский.
Образование начальное - окончил 4 класса Краснодолинской школы. С 1926 года работал трактористом в совхозе «Политотдел», с 1936 года - слесарем на Олымском сахарном заводе (пос. Олымский, Касторенский район).
В Красную армию призван Касторненским районным военкоматом Курской области 22 июля 1941 года. Служил стрелком в квартирно-эксплуатационной части в тылу. В начале апреля 1942 года переведён в автоматчики 144-й стрелковой дивизии, которая в то время была выведена в тыл на пополнение и переформирование.
В действующей армии на фронтах Великой Отечественной войны с мая 1942 года, воевал автоматчиком в этой дивизии на Западном фронте. С марта 1943 года - командир стрелкового отделения 199-й стрелковой дивизии (дивизия также сражалась на Западном фронте). С января 1944 года - командир миномётного расчёта в той же дивизии на Западном фронте, с февраля 1944 – на Белорусском фронте, с апреля 1944 года до конца войны – на 2-м Белорусском фронте. Был трижды ранен (17 августа 1942, 27 марта 1943, 11 января 1944).
Командир расчёта миномётной роты 492-го стрелкового полка (199-я стрелковая дивизия, 50-я армия, 2-й Белорусский фронт) сержант Казачек Иван Степанович отважно действовал на завершающем этапе Белорусской наступательной операции. При освобождении населённых пунктов Самоляже и Влахуска (20 километров восточнее города Ломжа Белостокской области Белорусской ССР, ныне в Подлясском воеводстве Польши) 21—23 августа 1944 года со своим расчётом первым перебрался через болото и вышел к расположению противника. Скрытно установив там свой миномёт, бойцы внезапно открыли прицельный огонь и истребили 10 гитлеровцев, подавили 3 огневые точки врага. Эти дерзкие действия содействовали успеху стрелковых подразделений, освободивших оба населённых пункта.
За образцовое выполнение боевых заданий Командования на фронте борьбы с немецкими захватчиками и проявленные при этом доблесть и мужество приказом по 415-й стрелковой дивизии № 48/н от 5 сентября 1944 года сержант Казачек Иван Степанович награждён орденом Славы 3-й степени.
Командир миномётного отделения 492-го стрелкового полка сержант Казачек Иван Степанович вновь отличился в Восточно-Прусской операции. В бою за населённый пункт Чарнотжев (18 километров северо-западнее города Остроленка, Польша) 20 января 1945 года миномётным огнём поддерживал атакующие части, находясь непосредственно на поле боя. При этом уничтожил 13 солдат и подавил 4 огневые точки. С переходом врага в контратаку Казачек организовал силами своего расчёта и находящихся рядом красноармейцев круговую оборону, в бою из личного оружия сразил 7 вражеских солдат. С подходом подкрепления немецкая контратака была отбита.
За образцовое выполнение боевых заданий Командования на фронте борьбы с немецкими захватчиками и проявленные при этом доблесть и мужество приказом войскам 48-й армии № 402/н от 13 марта 1945 года сержант Казачек Иван Степанович награждён орденом Славы 2-й степени.
Старший сержант Казачек Иван Степанович многократно проявлял образцы мужества и отвагу в Восточно-Померанской наступательной операции. Во время наступления советских войск по северной Польше и боях за город-крепость Данциг (ныне Гданьск, Польша) с 12 по 31 марта 1945 года старший сержант Казачек командовал расчётом смело и решительно, шёл всегда с передовыми частями и поддерживал их огнём своего миномёта в самой опасной обстановке. За этот период его расчёт уничтожил 30 гитлеровцев и подавил 8 пулемётных точек. 29 марта 1945 года в передовых боевых порядках под огнём форсировал реку Висла в районе Данцига, развернул свой миномёт и беглым точным огнём активно участвовал в успешном отражении контратак противника.
За образцовое выполнение боевых заданий Командования на фронте борьбы с немецкими захватчиками и проявленные при этом доблесть и мужество Указом Президиума Верховного Совета СССР от 29 июня 1945 года старший сержант Казачек Иван Степанович награждён орденом Славы 1-й степени.
В сентябре 1945 года старший сержант И. С. Казачек демобилизован.
Жил на станции Касторная-Новая Касторненского района Курской области. Работал на электростанции Касторная-Новая: слесарь, с 1946 года - бригадир по ремонту двигателей, с 1947 года - мастер электростанции. С 1959 года - на пенсии по инвалидности, жил в посёлке Касторное.
Член ВКП(б)/КПСС с 1944 года.
Умер 7 июня 1964 года. Похоронен в посёлке Новокасторное Касторенский район.

## Награды
- Орден Славы 1-й (29.06.1945)[2][3], 2-й (13.03.1945)[4] и 3-й (15.05.1944)[2][5] степеней
- Медаль «За победу над Германией в Великой Отечественной войне 1941—1945 гг.» (9 мая 1945[6])[7]
- Медаль «За взятие Берлина» (9.5.1945)
- «30 лет Советской Армии и Флота»[8]
- «40 лет Вооружённых Сил СССР»[9]

## Память
- на могиле установлен надгробный памятник
- Увековечен на сайте МО РФ